# Lac de Châteaupré
Der Lac de Châteaupré ist ein Bergsee im Val de Moiry, einem Seitental des Val d’Anniviers, auf dem Gebiet der Gemeinde Anniviers im Schweizer Kanton Wallis. Er liegt auf 2352 m ü. M. im Gletschervorfeld des Moirygletschers und wird von dessen Schmelzwasser sowie von der Gougra gespiesen. Die Gougra verlässt den See im Westen und mündet nach 1,2 Kilometer in den Stausee Lac de Moiry. Es führt ein Weg in eine Halbinsel die im See liegt. Weiter führen noch Wanderwege unterschiedlichen Schwierigkeitsgrades in alle Himmelsrichtungen.

## Erreichbarkeit
Der See ist über eine Strasse von Sierre her durch das Val d’Anniviers erschlossen. Beim See befindet sich ein grosser Parkplatz. Letzte grössere Ortschaft vor dem See ist Grimentz.
Der See ist auch an den öffentlichen Verkehr angebunden. Die Postautolinie 452 fährt von Grimentz, télécabine über die Staumauer des Lac de Moiry (Moiry VS, barrage) bis zum Lac de Châteaupré (Endhaltestelle Moiry VS, glacier).